# Cheyney
Cheyney è una comunità non incorporata che si trova a cavallo delle Contee di Chester e Delaware nello stato americano della Pennsylvania. Corrisponde al census-designated place noto come Cheyney University, che aveva una popolazione di 988 abitanti al censimento del 2010 e di 565 al censimento del 2020. È la sede della Università Cheyney della Pennsylvania. L'università prende il nome dalla Fattoria di George Cheyney, che nel 1902 divenne l'attuale campus dell'Università Cheyney. La Fattoria di George Cheyney e l'area circostante facevano parte della concessione di terra originale data a William Penn nel 1681.

## Storia
William Cheyney fu il primo direttore dell'ufficio postale nel 1835. Quando la ferrovia passò per Cheyney, l'ufficio postale fu spostato su Station Road. La stazione originale si trovava in una struttura in mattoni (ora una residenza privata) che si trova ancora su Station Road, a est di Cheyney Road. L'attuale edificio della stazione ospita l'ufficio postale di Cheyney. L'ultima parte rimasta dei Cheyney's Shops si trova all'angolo nord-est di Creek e Cheyney Roads. L'Università di Cheyney ha demolito tutti gli edifici originali situati all'angolo nord-ovest alla fine degli anni '60 o all'inizio degli anni '70. Questo gruppo di edifici era composto da un hotel, un negozio generale/ufficio postale e un'officina di un fabbro, oltre a un grande fienile sopraelevato. All'angolo opposto si trovano un'officina in pietra e altri due edifici originali collegati che sopravvivono ancora oggi. Queste strutture furono acquistate nel 1847 dalla famiglia Cheyney da William Maison. L'officina di falegnameria funzionò fino al 1918, quando Samuel W. Maison, figlio di William Maison, morì. Nel 1934 Mary Elizabeth Maison, figlia di William Maison, vendette le strutture e la proprietà.

## Confini
Cheyney si trova a cavallo tra la Municipalità di Thornbury nella Contea di Chester e quella di Thornbury nella Contea di Delaware. Queste municipalità erano originariamente un'unica municipalità, che fu divisa in due quando la Contea di Delaware si separò dalla Contea di Chester nel 1789. Entrambi gli uffici comunali si trovano lungo la Cheyney Road, vicino all'università.
La Casa e fattoria dell'affittuario John Cheyney Log e Melrose sono elencate nel Registro Nazionale dei Luoghi Storici.